# Rejon nieftiejugański

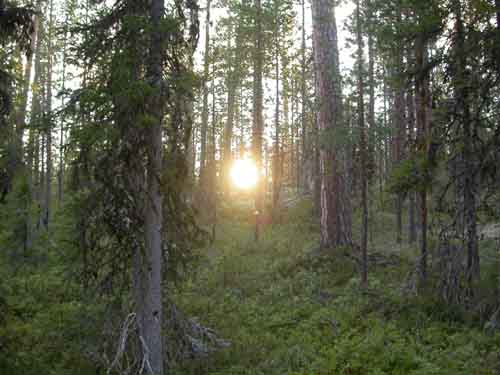
Tajga

Rejon nieftiejugański (ros. Нефтеюганский район) – rejon wchodzący w skład położonego w zachodniej Syberii, na Nizinie Zachodniosyberyjskiej w azjatyckiej części Rosji Chanty-Mansyjskiego Okręgu Autonomicznego – Jugry.
Rejon liczy 47 095 mieszkańców (2005 r.), z czego 28 852 (ponad 61%) stanowi ludność miejska.
Rejon nieftiejugański leży w centralno-południowej części Okręgu.
Ośrodkiem administracyjnym jest miasto Nieftiejugansk (111 518 mieszkańców – 2005 r.). Administracyjnie nie wchodzi ono jednak w skład rejonu i jak wszystkie duże miasta Chanty-Mansyjskiego Okręgu Autonomicznego – Jugry ma status miasta wydzielonego Okręgu.
Większość powierzchni Rejonu pokrywa tajga. Duże obszary stanowią bagna. Występują liczne rzeki i bardzo liczne jeziora, z których kilka tysięcy ma powierzchnię przekraczającą 1 ha.
Klimat umiarkowany chłodny, wybitnie kontynentalny.
Ludność stanowią głównie Rosjanie i przedstawiciele innych europejskich narodów, osiedlających się w zachodniej Syberii m.in. Ukraińcy, Białorusini, Tatarzy i Baszkirzy. Na terenie Rejonu żyje pewna liczba rdzennych mieszkańców Chanty-Mansyjskiego OA – ugrofińskich Chantów i Mansów.
Na terenie rejonu występują złoża ropy naftowej i gazu ziemnego.